# Norwegische Exilarmee

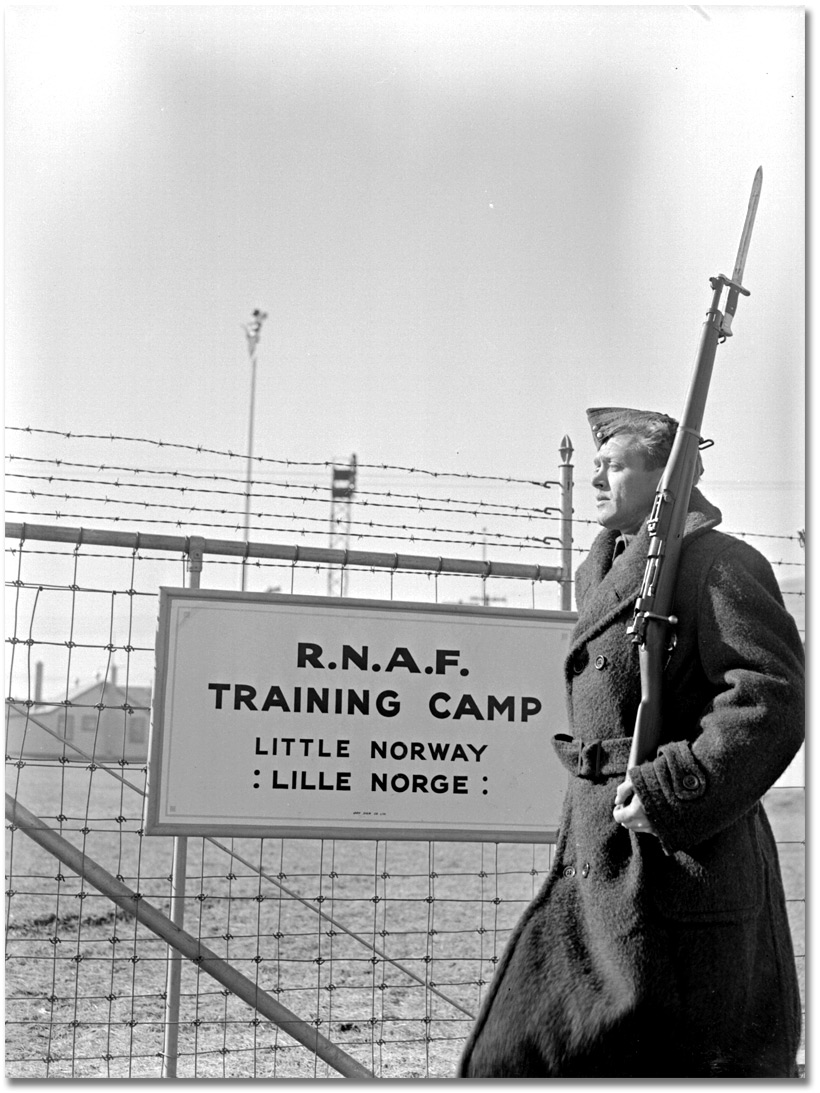
Norwegischer Soldat vor Little Norway, 1940

Die Norwegische Exilarmee (norwegisch: Utefronten) bildete die Streitkräfte der Exilnorweger nach der Besetzung ihres Landes durch die Wehrmacht 1940.

## Geschichte
Nach dem Unternehmen Weserübung und der Niederlage Norwegens am 10. Juni 1940 setzten sich einige hundert Soldaten der Norwegischen Armee sowie 13 Schiffe und fünf Flugzeuge nach Großbritannien ab. Dort bildeten sie die Norwegische Exilarmee, die fortan mit Little Norway auch über ein eigenes Ausbildungslager auf den Toronto Islands auf kanadischem Gebiet verfügte. Über den „Shetland Bus“ kamen zudem zahlreiche Flüchtlinge nach England, um sich dort den Truppen anzuschließen.
Die Infanteristen der Exilarmee dienten vor allem in alliierten Sondereinheiten. So bildeten sie u. a. die Norwegian Independent Company No. 1 des SOE und den No. 5 Norwegian Troop des No. 10 (Inter-Allied) Commando. Norwegische Piloten dienten vor allem im No. 331 Squadron und No. 332 Squadron der RAF, aber auch in anderen Kampfverbänden. Norwegische Schiffe und Seeleute nahmen an der Atlantikschlacht teil, wobei sie vor allem auf Begleitschiffen und Minenräumern dienten. Sie waren auch am D-Day beteiligt. Dabei wurde das norwegische Schiff Svenner von den Deutschen versenkt. 650 Exilsoldaten verloren alleine auf Seiten der Marinestreitkräfte ihr Leben.
Ebenfalls zur Exilarmee gehörten circa 15.000 Norweger, die sich 1940 nach Schweden absetzten und dort im Auftrag der norwegischen Exilregierung als Polizeimiliz ausgebildet wurden. 1944/1945 wirkten diese Truppen bei der Befreiung der norwegischen Provinz Finnmark mit, ehe sie nach Kriegsende die Entwaffnung der deutschen Truppen mit durchführten.